# Rune Klingert
Gustav Rune Klingert, född 2 februari 1927 i Ludvika, död 30 augusti 2009 i Malmberget, var en svensk präst och författare.

## Biografi
Klingert var son till verkstadsarbetaren Gustaf Eriksson och Märta Klingert. Han blev teologie kandidat vid Uppsala universitet 1953, bedrev studier i England 1954–1955, blev pastorsadjunkt i Sala församling 1954, kyrkoadjunkt i Surahammars församling 1955, kyrkoherde i Vuollerims församling 1962 och var från 1971 kyrkoherde i Malmbergets församling. Utöver detta var Klingert ordförande i Uppsala kristliga studentförbund 1952–1953, ledamot av stiftsungdomsrådet i Västerås stift 1958–1961 och blev ordförande i Luleå stifts diakoniråd 1965. Klingert var en framstående pastoralteolog med betydande inflytande främst vad gäller kyrkans verksamhet i sekulariserade industriorter och hans bok "En levande församling" kom i flera upplagor och han var en förgrundsgestalt i den svenska högkyrkligheten. Som ledamot av kyrkomötet var han mycket engagerad och konstruktiv för Svenska kyrkans liturgiska utveckling i ekumenisk och allmänkyrklig riktning och aktiv vid tillkomsten av 1986 års gudstjänstordning. På uppdrag av biskopen i Luleå skrev han 1989 en prästmötesavhandling om  om den liturgiska utvecklingen i Svenska Kyrkan under 1970- och 1980-talen.

### Familj
Klingert var sedan 1954 gift med Margareta Lundgren, med vilken han hade två barn.